# Crölpa-Löbschütz
Crölpa-Löbschütz è una frazione di 546 abitanti del comune tedesco di Naumburg, situato nel land della Sassonia-Anhalt.
Fino al 31 dicembre 2009 ha costituito un comune autonomo.